# Sparisoma radians
Sparisoma radians és una espècie de peix de la família dels escàrids i de l'ordre dels perciformes.

## Morfologia
Els mascles poden assolir els 20 cm de longitud total.

## Distribució geogràfica
Es troba des de Bermuda, Florida, les Bahames i l'est del Golf de Mèxic fins a Santa Catarina (Brasil), incloent-hi l'Amèrica Central.